# クロティルデ・ディ・ボルボーネ＝フランチア
クロティルデ・ディ・ボルボーネ＝フランチア（イタリア語全名：Maria Clotilde Adelaide di Borbone-Francia, 1759年9月23日 - 1802年3月7日）は、サルデーニャ王カルロ・エマヌエーレ4世の妃。フランス王ルイ16世、ルイ18世、シャルル10世の妹。フランス語名はクロティルド・ド・フランス（Marie Adélaïde Clotilde Xavière de France）。

## 生涯
フランスのドーファン（王太子）ルイ・フェルディナンと妃マリー＝ジョゼフ・ド・サクスの次女としてヴェルサイユで生まれた（長女は夭折しているため、実質的には長女）。ルイ16世、ルイ18世、シャルル10世の妹、エリザベート王女の姉にあたる。
1775年、当時サルデーニャ王子であったカルロ・エマヌエーレと結婚した。クロティルデの祖父ルイ15世の母であるマリー・アデライード・ド・サヴォワはサルデーニャ王家出身で、カルロ・エマヌエーレの大伯母にあたる。また、カルロ・エマヌエーレの妹のマリーア・ジュゼッピーナとマリーア・テレーザがそれぞれ、クロティルデの兄であるプロヴァンス伯ルイ・スタニスラス（のちのルイ18世）およびアルトワ伯シャルル（のちのシャルル10世）と結婚していた。
夫との間には子が生まれなかったが、夫婦仲は良好であった。生涯を通じて故国フランスへ戻ることは一度もなく、1789年のフランス革命発生後、国を脱出した親族らをトリノへ迎え入れた。兄アルトワ伯、叔母アデライード王女、ヴィクトワール王女は、一時期クロティルデの元に身を寄せていた。
1796年、カルロ・エマヌエーレ4世が即位する。当時、フランス革命政府とサルデーニャ王国は交戦中であった。1798年以降、大陸本土に持つ領土をフランスに占領され、カルロ・エマヌエーレ一家はサルデーニャ島へ逃れることになった。統治に関心の薄かったカルロ・エマヌエーレは、王妃クロティルデとともに裕福なコロンナ家の食客となり、ローマやナポリで生活した。
1802年3月、クロティルデは病のためナポリで死去し、ナポリのサンタ・カテリーナ・ア・キアイーア教会に埋葬された。同年6月にカルロ・エマヌエーレ4世は退位し、弟ヴィットーリオ・エマヌエーレ1世が即位した。
1804年、カトリック教会によって列福・列聖調査が開始され、1982年、尊者の称号を受けた。
| クロティルデ・ディ・ボルボーネ＝フランチア ブルボン家 1759年9月23日 - 1802年3月7日 |                                                |                                               |
| イタリア王室                                                                       |                                                |                                               |
| 先代 マリーア・アントニア・ディ・スパーニャ                                        | サルデーニャ王妃 1796年10月16日 – 1802年3月7日 | 次代 マリーア・テレーザ・ダウストリア＝エステ |